# Оромия
Оромия е един от регионите на Етиопия. Граничи на запад с Южен Судан, а на юг с Кения. Площта на региона е 353 632 km², а населението е над 26 милиона души. Оромия е най-големият етиопски регион и по площ и по население. Столицата на региона е град Адис Абеба.
Населението се състои от африкански народи – Оромо (85%), Амхарци (9,1%) и др. Официалният език в този регион е оромският. Около 11 % от населението говори на амхарски език.
Регионът Оромия е разделен на 12 зони, а всяка зона е разделена на общини, в Етиопия наричани уореди. Уоредите на Оромия са общо 180.